# Bernhard Schmidt (Maler, 1820)
Bernhard Heinrich Gustav Theodor Schmidt (* 21. März 1820 in Zettemin bei Stavenhagen; † 4. Dezember 1870 in Niesky, Landkreis Rothenburg (Ob. Laus.)) war ein deutscher Architektur- und Landschaftsmaler.

## Leben
Bernhard Schmidt war ein Sohn des Zetteminer Pfarrers Heinrich Schmidt (1774–1829) und dessen Frau Friedrike, geb. von Rudloff (1780–1846), einer Tochter des Schweriner Regierungsrates Friedrich August von Rudloff. Er begann seine  Ausbildung Anfang der 1840er Jahre in Berlin bei dem Landschaftsmaler Wilhelm Schirmer. Schon als dessen Schüler war er 1844 mit mehreren Werken auf der Ausstellung der Königlichen Akademie der Künste in Berlin vertreten. Von 1846 bis 1848 besuchte er die Kunstakademie Düsseldorf, wo er auch Mitglied des Künstlervereins „Malkasten“ wurde. Anschließend weilte er zu weiteren Studien in München. Nach mehreren Studienreisen, die ihn durch Deutschland und in die Alpen führten, war er in Rostock und Schwerin als Zeichenlehrer und daneben als Landschaftsmaler tätig. Er ging dann um 1860 erneut nach Berlin, wo er sich dem Landschafts- und Kirchenmaler Carl Gottfried Pfannschmidt anschloss, der Lehrer für Komposition und Gewandung an der Akademie war. Schmidts seit der Jugend bestehendes Interesse an Architektur und speziell am Kirchenbau führte zur vorwiegenden Beschäftigung mit diesem Thema. Er beteiligte sich mit einem Entwurf an einer Konkurrenz für den Berliner Dom, der mit einem Preis von 800 Rthlr. bedacht wurde. Daneben entwickelte er eine Anzahl von Plänen für kleinere Kirchen. Seine letzten Lebensjahre verbrachte er bei seinem Onkel, dem Generalmajor Karl Gustav von Rudloff in Niesky, der Mitglied der dortigen Herrnhuter Brüdergemeine war. Wegen eines Augenleidens hatte er das Malen aufgeben müssen.
Bernhard Schmidt hatte drei Brüder; August (1809–1882), Pfarrer und Präpositus in Ivenack, Albrecht (1815–1890), Superintendent in Parchim, und Carl, Oberst in Naumburg (Saale). August Schmidt überließ 1880 dem Schweriner Großherzoglichen Kupferstichkabinett die von seinem Bruder gezeichneten Kirchenentwürfe, darunter auch den prämierten Entwurf zum Berliner Dom.

## Werke (Auswahl)
34. Ausstellung der Kgl. Akademie der Künste zu Berlin 1844 – als Schüler Schirmers vertreten mit den Ölbildern:
- Ein Eichenhain bei Abendbeleuchtung
- Composition im norddeutschen Charakter
- Das Schloß zu Schwerin in Mecklenburg
- Idee zu einer evangelischen Kirche in großem Maßstabe; Tuschzeichnungen:
  - Innere Ansicht
  - Äußere Ansicht und Grundriss

44. Ausstellung der Kgl. Akademie, 1864
- Partie aus dem Fuschertal im Pinzgau
- Motiv aus Mecklenburg und Desgl., Pendant zu dem Vorigen.

45. Ausstellung der Kgl. Akademie, 1866
- Partie bei Warmbrunn am Riesengebirge
- Schliersee in Ober-Bayern

Staatliches Museum Schwerin
- Am Neumühler See bei Schwerin, 56 × 85 cm, Öl/Lwd.
- Das Schloß zu Schwerin